# Pepper Keibu
«Pepper Keibu» (ペッパー警部 Inspectora Pimiento?) es el sencillo número 37 de Morning Musume, lanzado para promover su álbum COVER YOU. Este sencillo es una versión del original de Pink Lady lanzado en 1976. El Single V fue lanzado el 22 de octubre de 2008.

## Canciones del sencillo
1. "Pepper Keibu" (ペッパー警部)
2. "Romance" (ロマンス)
3. "Pepper Keibu (Instrumental)"

## Miembros presentes en el sencillo
- 5ª Generación: Ai Takahashi, Risa Niigaki
- 6ª Generación: Eri Kamei, Sayumi Michishige, Reina Tanaka
- 7ª Generación: Koharu Kusumi
- 8ª Generación: Aika Mitsui, Junjun, Linlin

## Posiciones en Oricon y ventas
| Sencillo en CD | Sencillo en CD | Sencillo en CD | Sencillo en CD | Sencillo en CD | Sencillo en CD | Sencillo en CD | Sencillo en CD        | Sencillo en CD |
| Lun            | Mar            | Mie            | Jue            | Vie            | Sab            | Dom            | Posición de la semana | Ventas         |
| -------------- | -------------- | -------------- | -------------- | -------------- | -------------- | -------------- | --------------------- | -------------- |
| 4              | 3              | 3              | 4              | 4              | 5              | 8              | 3                     | 38 596         |
| 5              | 19             | 21             | 23             | 23             | 23             | 24             | 19                    | 4243           |
| 39             | 47             | –              | 49             | –              | –              | 49             | 63                    | 1315           |
| –              | –              | –              | –              | –              | –              | –              | 84                    | 932            |
| –              | –              | –              | –              | –              | –              | –              | 130                   | 645            |
| –              | –              | –              | –              | –              | –              | –              | 195                   | 336            |

- Ventas totales: 46 067[cita requerida]